# Атлантис (футбольный клуб)
Атлантис (Atlantis FC) — финский футбольный клуб из города Хельсинки. В сезоне 2016 года выступает в Какконен — третьей по уровню футбольной лиге Финляндии.
Клуб был образован в конце 1995 года в результате объединения клубов «Йоханнексен Динамо» (основан в 1980 году) и «Норсси АС» (основан в 1985 году). Название «Атлантис ФК» придумал Йоста Сундквист, вокалист группы «Leevi and the Leavings».
Команда начала играть в финской футбольной лиге третьего уровня (Какконен) в 1996 году, в 1997 году она вышла в Юккёнен. В 1999 году клуб участвовал в стыковых матчах за выход в высшую лигу (Вейккауслиига), но проиграл команде Ваасан Паллосеура. В следующем году «Атлантис» смог пробиться в высшую лигу. В 2001 году «Атлантис» занял седьмое место в чемпионате и выиграл Кубок Финляндии.
В 2002 году клуб попал в тяжёлую финансовую ситуацию и обанкротился. Его место в высшей лиге было отдано клубу АС Аллиансси. Резервная команда «Атлантиса» — «Атлантис Акатемия» — смогла продолжить выступление в третьей лиге. В 2003 году она изменила свое название на «ФК Атлантис», и в 2004 «новый» Атлантис вышел в Юккёнен. В 2009 он вновь опустился в Какконен.